# Corminus varians
Corminus varians är en skalbaggsart som beskrevs av Moser 1921. Corminus varians ingår i släktet Corminus och familjen Melolonthidae. Inga underarter finns listade i Catalogue of Life.